# Амэ-но коянэ
А́мэ-но коянэ, А́мэ-но-коянэ-но микото (др.-япон. «ко» — «малый», «дитя», «ребёнок»; «янэ» — «крыша», «кровля» = в целом (условно) — «небесный бог малой кровли», «дитя — бог небесной кровли») — в японской мифологии божество в сюжете о возвращении Аматэрасу из грота, роль в котором дала ему имя «бога возносящего (молитвы)».
В мифе рассказывается, что он вместе с Футодама — «богом приносящим», производит магические действия — гадание по узору, образуемому трещинами на лопатке оленя-самца, помещаемой в огонь костра от дерева Хахака с горы Амэ-но Кагуяма.
После этого Амэ-но коянэ возносит молитвы — древнейшие молитвословия-заклинания норито. Амэ-но коянэ фигурирует также в рассказе о нисхождении на землю бога Ниниги, которого по приказу Аматэрасу Амэ-но коянэ сопровождает вместе с Футодама, Амэ-но удзумэ и другими богами.